# لنا برگمان
لنا برگمان (انگلیسی: Lena Bergman؛ زادهٔ ۲۱ دسامبر ۱۹۴۳) هنرپیشه و مددکار اجتماعی اهل سوئد است.
از فیلم‌ها یا برنامه‌های تلویزیونی که وی در آن نقش داشته‌است می‌توان به توت‌فرنگی‌های وحشی و صحنه‌هایی از یک ازدواج اشاره کرد.